# Yareni Zapotec (jezik)
Yareni Zapotec jezik (etla zapotec, zapadni ixtlán zapotec, zapoteco de santa ana yareni, zapoteco de teococuilco de marcos pérez; ISO 639-3: zae), indijanski jezik zapotečke porodice, kojim govori 2 900 Zapotec (2000 popis) Indijanaca na sjeveru meksičke države Oaxaca. Jedan je od članova zapotečkog makrojezika [zap]
Glavno mu je središte gradić Santa Ana Yareni. Pismo: latinica.

## Vanjske poveznice
- Ethnologue (14th)
- Ethnologue (15th)